# Honda CBX 550F
Die CBX 550 ist ein sportliches Motorrad von Honda, das als Sporttourer beworben wurde. Es wurde von 1982 bis 1985 nur in Europa verkauft. In Japan wurde es ansonsten baugleich als CBX 400 angeboten.
Es war unverkleidet (CBX 550 F) oder mit Halbverkleidung (CBX 550 FII) erhältlich. Das Mittelklassemotorrad hat einen luftgekühlten Vierzylinder-Viertakt-Reihenmotor mit 2 obenliegenden Nockenwellen (DOHC) sowie mit einem – so die damalige Werbung von Honda – patentierten „Pentroof“-Brennraum mit 38°-Ventilanordnung (16V) und „neuentwickelten“ Zündkerzen zwecks optimaler Gemischverbrennung. Der Hubraum betrug 572 cm³ (Bohrung 59,2 mm, Hub 45,2 mm), mit einer Leistung von 60 PS (44 kW) bei 10.000/min und einem Drehmoment von 48 Nm bei 8.000/min‚ Vergaser. Das Verdichtungsverhältnis betrug 9,5:1. Es wurde auch eine 37 kW / 50 PS-Version angeboten. Die Transistorzündung kam kontaktlos. Die sich kreuzenden Krümmer der Vier-in-zwei Auspuffanlage waren ein typisches Markenzeichen der Maschine. Zylinder 1 und 4 führten die Abgase nach links und die beiden anderen nutzten zur Abgasentsorgung den rechten Auspufftopf.
Sechsganggetriebe, Telegabel luftunterstützt mit 35-mm-Standrohren und „Anti-Nose-Dive“ sowie hinten ebenfalls luftunterstützte Federelemente. Die CBX 550 lief vorne wie hinten auf 18-Zoll-Comstar-Felgen. Die Maschine ist mit 184 kg Trockengewicht (F-Modell) bzw. 190 kg für die F 2 leicht und bietet gute Fahrleistungen.
Eine Besonderheit sind die gekapselten, innenbelüfteten Scheibenbremsen mit vorne wie hinten 229 mm Durchmesser, bei denen durch die Verwendung einer Gussscheibe bessere Verzögerungswerte auch bei Nässe erreicht werden sollen. Dies hatte jedoch nicht den gewünschten Effekt und rechtfertigte nicht den hohen, baulichen Aufwand, so dass die Kapselbremse bereits nach wenigen Jahren (1985) wieder aus dem Programm gestrichen wurde.

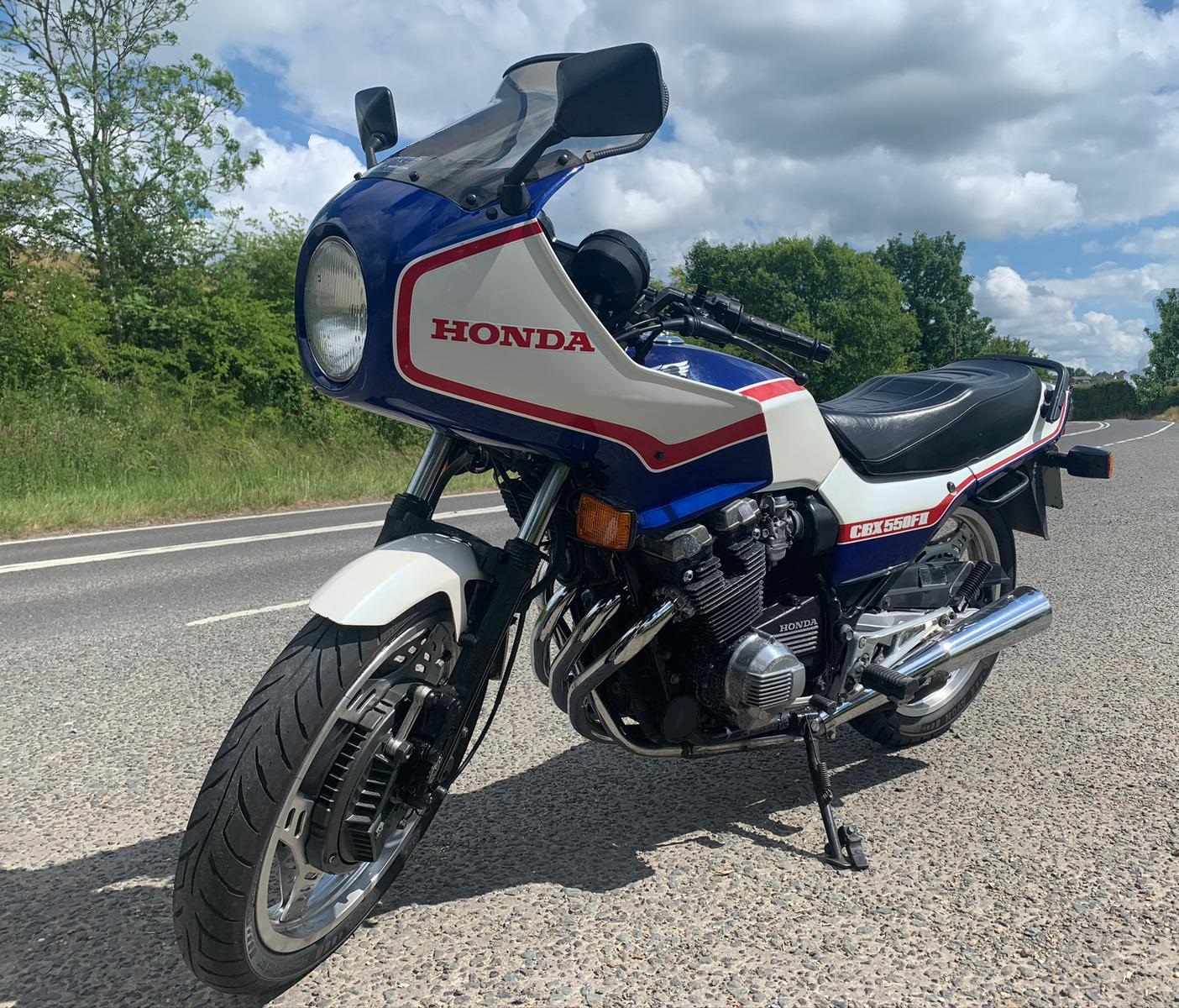
Honda CBX 550 F2, Baujahr 1984

Es wurden die Farbkombinationen rot-weiß, blau-weiß angeboten.